# François Amoudruz
Pour les articles homonymes, voir Amaudruz.
François Amoudruz est un avocat et directeur de banque français, né le 7 septembre 1926 à Albertville, et mort le 21 juillet 2020 à Schiltigheim. Il est un témoin et une personnalité de la déportation et de la Résistance française.

## Biographie
François Amoudruz est né à Albertville en 1926. Son père est directeur départemental des Contributions Directes et du Cadastre. Sa mère est professeur de lettres dans l’Enseignement primaire supérieur. Il est le frère cadet de Madeleine Rebérioux. Il vit à partir de 1934 en Auvergne, où son père a été muté. Il pratique le scoutisme au sein des Éclaireurs de France à Clermont-Ferrand. 
François Amoudruz est inscrit en première année à la faculté de droit de Clermont-Ferrand. Le 25 novembre 1943, la Gestapo effectue une rafle dans les locaux de l’université. Il est arrêté comme otage. Il vient d’avoir 17 ans.
Fin décembre 1943, il est envoyé au Camp de Royallieu. Le 17 janvier 1944, par un convoi au départ de Compiègne il est déporté au camp de concentration de Buchenwald où il arrive le 19 janvier 1944, puis est finalement enfermé au Camp de concentration de Flossenbürg, sur la frontière tchèque à partir du 23 février 1944. Affecté au commando spécial de Johanngeorgenstadt dans l’Erzgebirge –  les monts Métallifères  – il travaille de force sur des chaînes de fabrication d’avions Messerschmidt.
Il réussit à s’évader lors d’une « marche de la mort », pendant l’évacuation de son camp en avril 1945, mais il est dénoncé et à nouveau brièvement incarcéré, puis enfin libéré le 8 mai 1945. Il rentre en France le 24 mai.
Il reprend ses études de droit en 1947 à Strasbourg et réussit sa licence en droit, trois DES et le CAPA. Avocat stagiaire au barreau de Strasbourg, attaché au parquet de Strasbourg, il fait carrière à la direction générale d’une banque régionale dont il deviendra directeur central, responsable des crédits et des affaires juridiques.
Dès 1950, il s’engage au plan associatif pour transmettre la mémoire de la Déportation. Il fait de nombreuses interventions en milieu scolaire et universitaire.
Il est président délégué de la Fédération nationale des déportés et internés résistants et patriotes jusqu’en 2013 et vice-président de la Fondation pour la mémoire de la déportation (FMD), membre du conseil scientifique du Centre européen du résistant déporté, et membre du jury national du Concours national de la résistance et de la déportation.
François Amoudruz meurt le 21 juillet 2020 à Schiltigheim, à l’âge de 93 ans.

## Distinctions
- Commandeur de la Légion d'Honneur, promotion spéciale « Mémoires de la déportation » du 15 avril 2016[6].
- Médaille de la Résistance (1947)
- Médaille de la déportation et de l'internement politique

## Articles
- Allocution-témoignage prononcée à l’Université de Strasbourg lors de la cérémonie commémorative du 25 novembre 2010, Revue d'Histoire et de Philosophie religieuses, Année 2011, 91-3  pp. 327-330.

- Le Struthof, le seul camp de concentration en France, Historiens et géographes - Bulletin de l’Association des Professeurs d'histoire et de Géographie, no 347, février 1995.

### Vidéogramme
- « Témoignage de François Amoudruz sur le repli et l’accueil de l’Université de Strasbourg à Clermont-Ferrand, Unistra, 2013.